# TuS Lintfort
Der TuS Lintfort (offiziell: Turn- und Spielverein Lintfort 45/87 e. V.) ist ein Sportverein im linksrheinischen Kamp-Lintfort in Nordrhein-Westfalen, der überregional durch die Erfolge der Handballabteilungen seiner Vorläufervereine bekannt wurde. Die Fußballabteilung des Vorläufervereins TuS Lintfort spielte ein Jahr in der damals zweitklassigen II. Division West. Des Weiteren bietet der Verein die Abteilungen Volleyball und Tanzsport an.

## Geschichte
Der Lintforter Spielverein (kurz: Lintforter SpV) wurde im Jahr 1919 gegründet und fusionierte noch vor dem Ende des Zweiten Weltkrieges mit dem im Jahre 1927 gegründeten Lintforter Turnverein zum VfL Lintfort. Nach dem Ende des Zweiten Weltkrieges wurde im Jahre 1945 ein neuer Verein unter dem Namen TuS Lintfort gegründet. Im Jahre 1967 traten die Turner aus diesem Verein wieder aus und errichteten den Lintforter Turnverein neu. Der TuS Lintfort fusionierte im Jahre 1971 mit dem SV Hoerstgen zur Spielvereinigung Lintfort. Die Handballer traten jedoch im Jahre 1987 aus der SV Lintfort wieder aus und gründeten den TuS Lintfort 45/87 als neuen selbständigen Verein.

## Handball

### Männerhandball
Das Geschehen im Lintforter Handball bestimmten zunächst die Männer. Zur Spielzeit 1935/36 gelang der Aufstieg in die erstklassige Handball-Gauliga Niederrhein. Diese Liga konnte von 1938 bis 1941 durchgehend gewonnen werden. 1940 errangen sie (als Lintforter SpV) die deutsche Meisterschaft im Feldhandball. Das Feldhandballspiel blieb auch nach dem Zweiten Weltkrieg eine Lintforter Stärke. In den Jahren 1959 und 1961 gingen zwei weitere deutsche Meistertitel in die Klosterstadt. Darüber hinaus verloren die Lintforter in den Jahren 1952, 1954 und 1960 jeweils das deutsche Endspiel. Letztmals nahm die Mannschaft im Jahre 1962 an einer Endrunde um die deutsche Meisterschaft teil, schied als Titelverteidiger aber bereits im Viertelfinale aus.
Der TuS Lintfort stieg im Jahre 1935 in die Gauliga auf und blieb bis zur Einführung der Bundesliga nach dem Spieljahr 1966 erstklassig. Er gehörte nach dem Krieg entsprechend als einziger Verein von 1947 bis 1966 durchgehend der erstklassigen Oberliga Niederrhein an und nimmt in deren ewiger Tabelle mit weitem Abstand auf Hamborn 07 und den BSV Solingen 98 den ersten Platz ein. Insgesamt errangen die Lintforter zwischen 1938 und 1964 dreizehn Niederrheinmeistertitel und drei Westdeutsche Meisterschaften in den Jahren 1952, 1954 und 1961. Mit Gert Brüntgens (1938) und Günter Fallner (1952) wurden zwei Lintforter Spieler mit der deutschen Nationalmannschaft Weltmeister im Feldhandball. Fünfmal beteiligte sich der Verein sehr erfolgreich am Internationalen Handball-Pfingstturnier um den Grenzlandpokal in Lörrach. Beim ersten Turnier 1950 wurde der TuS Dritter und in den Jahren 1951, 1956 und 1959 jeweils Turniersieger.
Im Hallenhandball wurde der TuS Lintfort in den Jahren 1953 und 1966 Niederrheinmeister. Aktuell spielt die Herrenmannschaft in der Landesliga.

### Frauenhandball
In der Saison 2004/05 spielten die TuS-Handballerinnen erstmals in der 2. Bundesliga und belegten mit 26:30 Punkten den achten Platz. Ein Jahr später reichten 17:35 Punkte nur zu Rang elf, die abschließende Abstiegsrelegation gegen den Süd-Zwölften TV Mainzlar ging mit 28:35 und 24:29 verloren. In die Regionalliga-Saison 2006/07 startete man als Topfavorit, wurde aber Dritter hinter Meister TuS Nettelstedt und Vize Bayer Leverkusen heraus. Da beide aus finanziellen Gründen auf den Aufstieg verzichteten, war die Rückkehr in die 2. Bundesliga geschafft. Der Vertrag mit Trainer Lothar Schulz wurde nicht verlängert und Bettina Grenz-Klein übernahm das Traineramt. Die erste Saison nach dem Wiederaufstieg geriet dann trotzdem zur Zitterpartie. Am Ende rettete man sich mit 17:31 Punkten auf den zehnten Platz, und der MTV 1860 Altlandsberg (16:32) musste den Gang in die Regionalliga antreten. In der darauffolgenden Saison stieg die Mannschaft jedoch als abgeschlagenes Tabellenschlusslicht wieder in die Regionalliga West ab. Dort gelang es die Meisterschaft zu erringen. Nachdem Lintfort in der Saison 2010/11 wieder in der 2. Bundesliga Nord spielte, musste die Mannschaft wieder den Gang in die Drittklassigkeit antreten. 2016 kehrte Lintfort in die 2. Bundesliga zurück.

### Saisonbilanzen seit 1999/00
| Saison  | Spielklasse        | Platz | Sp. | Tore    | Diff. | Punkte |
| ------- | ------------------ | ----- | --- | ------- | ----- | ------ |
| 1999/00 | Regionalliga West  | 07    | 22  | 443:419 | +024  | 20:24  |
| 2000/01 | Regionalliga West  | 04    | 26  | 522:514 | +008  | 29:23  |
| 2001/02 | Regionalliga West  | 08    | 26  | 563:573 | −010  | 24:28  |
| 2002/03 | Regionalliga West  | 06    | 26  | 585:570 | +015  | 28:24  |
| 2003/04 | Regionalliga West  | 01    | 26  | 691:568 | +123  | 48:40  |
| 2004/05 | 2. Bundesliga Nord | 08    | 28  | 727:743 | −016  | 26:30  |
| 2005/06 | 2. Bundesliga Nord | 11    | 26  | 702:750 | −048  | 17:35  |
| 2006/07 | Regionalliga West  | 03    | 26  | 774:668 | +106  | 35:17  |
| 2007/08 | 2. Bundesliga Nord | 10    | 24  | 633:664 | −031  | 17:31  |
| 2008/09 | 2. Bundesliga Nord | 12    | 22  | 540:698 | −158  | 04:40  |
| 2009/10 | Regionalliga West  | 01    | 26  | 871:692 | +179  | 44:80  |
| 2010/11 | 2. Bundesliga Nord | 12    | 22  | 582:685 | −103  | 06:38  |
| 2011/12 | 3. Liga West       | 10    | 26  | 708:730 | −022  | 24:28  |
| 2012/13 | 3. Liga West       | 05    | 24  | 718:616 | +102  | 27:22  |
| 2013/14 | 3. Liga West       | 02    | 26  | 788:675 | +113  | 44:08  |
| 2014/15 | 3. Liga West       | 04    | 26  | 703:615 | +088  | 33:19  |
| 2015/16 | 3. Liga West       | 02    | 22  | 578:489 | +089  | 32:12  |
| 2016/17 | 2. Bundesliga      | 16    | 30  | 793:894 | −101  | 18:42  |
| 2017/18 | 3. Liga West       | 01    | 22  | 680:581 | +99   | 36:8   |
| 2018/19 | 2. Bundesliga      | 11    | 30  | 799:864 | −65   | 24:36  |
| 2019/20 | 2. Bundesliga      | 08    | 21  | 536:553 | −17   | 20:22  |
| 2020/21 | 2. Bundesliga      | 04    | 26  | 731:646 | +85   | 35:17  |
| 2021/22 | 2. Bundesliga      | 08    | 30  | 808:794 | +14   | 29:31  |
| 2022/23 | 2. Bundesliga      | 08    | 30  | 906:893 | +13   | 28:32  |
| 2023/24 | 2. Bundesliga      | 11    | 30  | 817:844 | −27   | 26:34  |
| 2024/25 | 2. Bundesliga      | 12    | 30  | 825:911 | −86   | 16:44  |

|  | Aufstieg |
|  | Abstieg  |

### Größte Erfolge
- Deutscher Meister im Feldhandball (Männer) (3) 1940, 1959, 1961
- Deutscher Vizemeister im Feldhandball (Männer) 1952, 1954, 1960
- Westdeutscher Meister (Endrundensieger) im Feldhandball (3) 1952, 1954, 1961
- Gaumeister Niederrhein (4) 1938, 1939, 1940, 1941
- Niederrheinmeister (Meister der höchsten Liga) im Feldhandball (9) 1946, 1953, 1954, 1956 und 1960 bis 1964.
- Aufstieg in die 2. Bundesliga (Frauen) 2004, 2007, 2010, 2016, 2018

## Ehemalige Abteilungen

### Fußball

#### TuS Lintfort
Die Fußballer des TuS Lintfort verpassten im Jahre 1947 nach einer 0:1-Entscheidungsspielniederlage gegen den FC 03 Süchteln die Qualifikation für die neu geschaffene Landesliga Niederrhein. Sechs Jahre später folgte der Aufstieg in die Landesliga, die seinerzeit die höchste niederrheinische Amateurliga bildete. 1956 wurden die Lintforter Vizemeister ihrer Landesligastaffel hinter dem Duisburger FV 08 und qualifizierten sich für die neu geschaffene Verbandsliga Niederrhein. Zwei Jahre später sicherten sich die TuS-Fußballer unter Trainer Felix Zwolanowski die Meisterschaft. Bei der westdeutschen Amateurmeisterschaft wurden die Linforter Zweiter hinter dem Hombrucher FV 09. Zusätzlich stiegen die Lintforter in die II. Division West auf.
Gegen namhafte Gegner wie Bayer 04 Leverkusen oder den Wuppertaler SV waren die TuS-Fußballer jedoch chancenlos und stiegen als abgeschlagener Tabellenletzter wieder ab. Tiefpunkt der Saison war eine 1:9-Niederlage bei Schwarz-Weiß Essen. In der Saison 1961/62 stiegen die Lintforter auch aus der Verbandsliga ab, nachdem die Mannschaft die Entscheidungsspiele gegen die punktgleichen Amateure von Fortuna Düsseldorf und den Rheydter Spielverein verloren. Vier Jahre später reichte es noch einmal zur Vizemeisterschaft in der Landesliga hinter dem Duisburger FV 08, bevor die Mannschaft im Jahre 1968 den Gang in die Bezirksklasse antreten musste. Drei Jahre später gelang der Wiederaufstieg.

#### Nachfolgeverein SV Lintfort
Dort übernahm der SV Lintfort den Platz in der Landesliga, musste aber bereits 1973 den Gang in die Bezirksliga antreten. Nach dem direkten Wiederaufstieg stiegen die Lintforter 1976 erneut in die Bezirksliga ab. Im Jahre 1978 gelang der erneute Aufstieg in die Landesliga, der die erfolgreichste Zeit der Spielvereinigung einläutete. Nach einer Vizemeisterschaft hinter Viktoria Goch gelang 1980 der Aufstieg in die Verbandsliga Niederrhein. Dort kämpfte die Mannschaft stets gegen den Abstieg, der dann im Jahre 1984 folgte. Die Lintforter schafften den direkten Wiederaufstieg und erreichten in der Saison 1986/87 mit dem vierten Platz ihren sportlichen Zenit. Zwei Jahre später stieg die Mannschaft wieder in die Landesliga ab und musste 1992 den Gang in die Bezirksliga antreten. Vier Jahre später stieg der SV Lintfort noch einmal in die Landesliga auf, aus der sich der Verein während der Saison 1998/99 zurückzog. Im Jahre 2013 wurde der verschuldete Verein aufgelöst.

### Basketball
1958 wurde eine Basketballabteilung gegründet. Lediglich ein Titel konnte gefeiert werden: 1961 wurde die Herrenmannschaft Kreismeister des Basketballkreises Niederrhein. Nach der Auflösung der Abteilung 1965 wechselten die Spieler zum wesentlich erfolgreicheren Verein BG Lintfort 1954.